# Lilin, Guangdong
Lilin (kinesiska: 沥林)  är en köping i sydöstra Kina. Den ligger i stadsdistriktet Huicheng i staden Huizhou i provinsen Guangdong, omkring 98 kilometer öster om provinshuvudstaden Guangzhou. Antalet invånare är 57 476. Befolkningen består av 25 896 kvinnor och 31 580 män. Barn under 15 år utgör 14,0 %, vuxna 15-64 år 82 %, och äldre över 65 år 3,0 %.